# Carayonites
Carayonites is een geslacht van kevers uit de familie van de loopkevers (Carabidae). De wetenschappelijke naam van het geslacht is voor het eerst geldig gepubliceerd in 1986 door Bruneau de Mire.

## Soorten
Het geslacht Carayonites is monotypisch en omvat slechts de volgende soort:
- Carayonites insignis Bruneau de Mire, 1986